# New Zealand Knights FC
El New Zealand Knights Football Club va ser un club de futbol de Nova Zelanda, situat a la ciutat d'Auckland. Va ser fundat el 1999 com Football Kingz, i tot i ser neozelandès va jugar històricament en les lligues de futbol d'Austràlia fins a la seva desaparició l'any 2007. En desaparèixer, la seva plaça de l'A-League va ser ocupada pel Wellington Phoenix FC.
Fins al 2004 es van conèixer com els "Kingz", un nom que havien hagut d'adoptar després de rebre amenaces legals de la franquícia de bàsquet dels Sydney Kings. El nom New Zealand Knights Chairman, que va durar fins al 2007, es va adoptar en una enquesta.

## Uniforme
- Uniforme titular: Samarreta negra amb banda grisa, pantalons i mitjons negres.
- Uniforme alternatiu: Samarreta blanca amb banda negra, pantalons negres i mitjons blancs.

## Estadi
El camp on jugava el New Zealand Knights era el North Harbour Stadium, amb capacitat fins a 25.000 espectadors. La capacitat de seients és de 19.000, però a més la instal·lació té una grada de gespa que, quan s'obre al públic, pot albergar 6.000 persones més.